# Германовце-над-Топлёу
Германовце-над-Топлёу (словац. Hermanovce nad Topľou) — село и одноимённая община в округе Вранов-над-Топлёу Прешовского края Словакии.

## История
Впервые упоминается в 1402 году.
В селе есть римо-католический костел с XV века и перестроен в XVII веке, протестантский костел и дом богослужение в братской церкви.

## Население
| Год:                | 1994 | 2004     | 2014    | 2024    |
| ------------------- | ---- | -------- | ------- | ------- |
| Количество человек: | 619  | 685      | 723     | 662     |
| Разница:            |      | +10,66 % | +5,54 % | −8,43 % |

Национальный состав населения (по данным последней переписи населения 2001 года):
- словаки — 99,69 %,
- русины — 0,15 %.

Состав населения по принадлежности к религии состоянию на 2001 год:
- протестанты — 60,18 %,
- римо-католики — 27,87 %,
- греко-католики — 2,76 %,
- православные — 0,15 %,
- не считают себя верующими или не принадлежат к одной вышеупомянутой конфессии — 1,07 %.